# José Manuel Prieto Part
José Manuel Prieto Part (Gandia, 1989) és un periodista, escriptor i polític valencià, alcalde de la seua ciutat des de 2021 pel Partit Socialista del País Valencià (PSPV-PSOE).
Llicenciat en periodisme per la Universitat de València, ha treballat en diversos mitjans de comunicació, així com productor de continguts audiovisuals. Inicia la seua carrera política com a secretari general de Joves Socialistes de Gandia de 2009 a 2013 i es esdevé regidor a l'Ajuntament de la ciutat a les eleccions municipals de 2015, repetint a les de 2019. Substituí al capdavant de l'alcaldia a Diana Morant quan aquesta va ser nomenada ministra de Ciència i Innovació el juliol de 2021.
Prieta ha escrit tres llibres: el poemari "El Universo sin precipicio" (2013), "L'aire absent" (2015) i "Geometría del hechizo" (2019); a més de ser coautor d'altres tres enre els que destaca "La Opinión en la radio" (2008).
El 2023 va revalidar l'alcaldia.